# レゾナック・ブレーキ
株式会社レゾナック・ブレーキは、日本の輸送用機器部品メーカーである。自動車・オートバイ・鉄道車両のブレーキ（ディスクブレーキ）部品を製造する。日立化成（現・レゾナック）のブレーキ部品製造事業を統合して同社の完全子会社となった。

## 沿革
- 1958年（昭和33年）
  - 東京都文京区音羽に日本ブレーキライニング株式会社を設立[3]。
  - 東京都八王子市中野上町に八王子工場を設立[3]。
- 1959年（昭和34年） - ブレーキライニングをマツダ、本田技研工業に納入開始。
- 1961年（昭和36年） - シューアッセンブリをマツダ、スズキに納入開始[3]。
- 1962年（昭和37年） - 鉄道車両のディスクブレーキ用パッドを開発[3]。
- 1965年（昭和40年） - 千葉県山武郡成東町（現・山武市）に千葉工場を新設[3]。
- 1967年（昭和42年）- 自動車のディスクブレーキ用パッドを生産開始、日本初のロータリーエンジン車であるマツダ・コスモに採用される。
- 1971年（昭和46年）
  - 東京ブレーキライニングを吸収合併、日本ブレーキ工業株式会社に社名変更[3]。
  - 本田技研工業に二輪車用ディスクパッドを納入開始[3]。
- 1981年（昭和56年） - ゼネラルモーターズ社のシボレー・コルベットにディスクパッドが採用される。
- 1983年（昭和58年） - 広島県呉市に広島日本ブレーキ工業を設立[3]。
- 1990年（平成2年） - 福島県浪江町に浪江日本ブレーキを設立[3]。
- 1997年（平成9年） - 八王子工場内に本社を移転[3]。
- 2000年（平成12年） - フォード向けブレーキアッセンブリを広島日本ブレーキ工業で生産開始[3]。
- 2004年（平成16年） - 八王子生産部を浪江日本ブレーキ株式会社へ移転[3]。
- 2006年（平成18年） - 広島日本ブレーキ工業を吸収合併[3]。
- 2009年（平成21年） - 日立化成のディスクパッド生産を浪江日本ブレーキ株式会社に統合[3]。
- 2012年（平成24年） - 日立化成の完全子会社となる[3]。
- 2018年（平成30年）
  - 浪江日本ブレーキを吸収合併[3]。
  - 本社を茨城県筑西市に移転、旧本社（八王子市中野上町）を本店所在地とする[3]。
- 2020年（令和2年） - 昭和電工（現：レゾナック）による日立化成の完全子会社化に伴い、昭和電工マテリアルズの子会社となる。
- 2025年（令和7年） - 株式会社レゾナック・ブレーキに商号変更。

## 主要製品
- 自動車：ディスクブレーキ用パッド、ドラムブレーキ用ブレーキライニング、シューアッセンブリー、ブレーキアッセンブリー
- 二輪車：ディスクブレーキ用パッド、ドラムブレーキ用ブレーキライニング、シューアッセンブリー
- 鉄道車両：ディスクブレーキ用パッド

## 製造拠点
- 千葉事業所（千葉県山武市）

## グループ会社
- 佛山捷貝汽車配件有限公司（中国）
- Allied JB Friction Pvt. Ltd.（インド）

## 主要取引先

### 車両メーカー
- マツダ
- 本田技研工業
- スズキ
- 日産自動車
- ダイハツ工業
- 三菱自動車工業
- ヤマハ発動機
- フォード・モーター
- ゼネラルモーターズ

### ブレーキメーカー
- 日立Astemo（トキコ・日信工業）
- 曙ブレーキ工業
- ASブレーキシステムズ（アイシングループ）
- 日清紡ブレーキ
- ブレンボ